# Велика Копаня
Вели́ка Копа́ня — село в Виноградівській громаді Берегівського району Закарпатської області України.
Поблизу Великої Копані розташований флористичний заповідник Чорна гора, площею 780 га. Тут ростуть: ковила прекрасна, шафран Банатський, липа повстяна, клокіча периста, кизил дикий. З тваринного світу в заповіднику водяться дикий кабан, лисиця, борсук, сарна, фазан та інші.

## Історія

### Легенда про Велику Копаню
Недалеко від того місця, де тепер село Велика Копаня, на високій горі жив один цар. У нього були дві доньки. Старша була дуже файна, і молодша файна була, але вже не така. Старша полюбила дуже красного простого хлопця. Цар її не хотів за нього давати, а примушував її любити одного царського сина. Та вона того пана молодого не любила, ненавиділа його, тому і не хотіла йти за нього, на це цар дуже розізлився на свою доньку та й покарав її. Казав, що видасть її заміж за кого вона хоче, але як перекопле велику гору, що стояла на всьому тому місці, де тепер долина від Копані до Королева. Царська донька дуже залюбилася в того простого хлопця, тому пристала на таку тяжку роботу, хоч цар наказав не давати їй ніякого інструменту, щоб копати, а зажадав, аби копала гору руками.
Ота красна, як ружа, молода дівчина пішла і копала своїми білими руками кам'яну тверду гору, копала аж доти, поки не відкопала її звідти. І як відкопала, цар уже не знав, що казати. Сердився не сердився, але мусив віддати свою доньку за того простого хлопця.
На місці, де та гора була, люди почали хатки собі будувати, і так виросло село, яке ще й тепер на честь тієї дівчини зветься Велика Копаня.

### Історія
На території знайдено рештки поселень періоду бронзи (II тисячоліття до н. е.) та раннього заліза (VI—IV століття до н. е.). В Малій Копані знаходиться слов'янське городище IX—XI століть
Історія села — це історія боротьби людини перш за все з безкрайніми непрохідними лісами. Поселенці, обравши якийсь шматок лісу, придатний для сільськогосподарського виробництва, вирубували дерева. Вирубана площа звалася «пасіка». Висушені стовбури ділової деревини звозилися на обійстя, а решту спалювали.
Очищена від лісу і випалена площа звалася «спаль», «згарь», «погарь». Вона перекопувалася, очищалася від пеньків та коріння і ставала придатною для сільськогосподарського використання і вже називалася «копань», «копанина». Звідси і беруть назву Велика і Мала Копаня
Вперше згадується в 1430 році. У 1910 році, тут жили українці та велика громада німців.

15 березня 1939 року біля села Велика Копаня січові стрільці дали перший рішучий бій регулярним угорським військам. Більшість із них героїчно загинуло. На честь 60-ї річниці їх героїчної загибелі на Красному полі між містом Хустом і селом Велика Копаня відважним патріотам відкритий пам'ятник. Є пам'ятні дошки на будинках, присвячені цим подіям.

Історія школи с. Велика Копаня дуже давня, як сказали б історики, сягає в глибину століть. За весь час існування нашого села тут було відкрито шість шкіл, в останній, шостій, і зараз проводиться навчання. А починалося все далекого 1850 року. Греко-католицький священник Андрій Попович заснував першу школу і видав Буквар для дітей. Друга школа (церковна) в селі побудована в 1879 році. Далі був 1892 рік. Збудовано нову школу, засновником її був Микола Вайда, який мав власну друкарню, був редактором Крайового часопису «Карпатська молодь». У 2003 році встановлено меморіальну дошку Вайді Миколі Михайловичу в с. Велика Копаня, на тому місці, де знаходилася його друкарня. Четверта школа збудована за часів, коли наш край відійшов до складу Чехословаччини. У 1938 році у цій школі відбувся з'їзд освітян області.
10.06.2014 року в селі було встановлено монумент «Небесній сотні». За підтримки голови села Василя Івановича Пилипа і районної влади було урочисте відкриття пам'ятника загиблим на Майдані.

## Храми
Церква св. Трійці. 1853. (УПЦ МП)
Найдавнішу церкву, про яку збереглися відомості, було збудовано у 1470 р. Другу дерев'яну церкву було споруджено 1669 р. і служила вона майже 200 років.
В 1775 р. згадується дерев'яна церква св. Миколая, з високою вежею, прикрашена красними образами, збудована 1660 р. Парохію засновано в 1670 р. У 1797 р. державна комісія вирішила спорудити у Великій Копані кам'яну церкву і фару, а також дерев'яну дяківню. У 1857 р. дерев'яну готичну церкву продали в село Холмовець за 255 золотих. За записами о. Андрія Поповича, на горищі церкви була ікона візантійського стилю з написом: «Подарувала раба божа Елена 1170».
Спорудження теперішньої базилічної мурованої церкви 30 м завдовжки та 12 м завширшки завершили у 1851 р. (ця дата написана над входом. Посвятили її св. Миколаю у 1853 p., але вежу добудували пізніше. Розмалював церкву відомий художник Гнат Рошкович у 1877 р. за пароха о. Андрія Поповича, що служив у селі з 1855 по 1893 р. Рошкович є автором ікони «Св. Миколай», ікон іконостасу та 5 ікон, що прикрашають амвон. Образи до церкви малювали також Фердинанд Видра та Юлій К. Фенцик.
На початку XX ст. церкву поновлено, дахи оббито бляхою, у 1904 р. куплено дзвін за 3000 корон.
Угорський напис на звороті вівтарної ікони пр. Богородиці свідчить, що у 1906 р. відбулося поновлення інтер'єру: іконостас, вівтар і амвон виготовив Олександр Сабов, що походив, очевидно, з Сату-Маре, нове настінне малювання виконали Кадар і Нейметі з Сиготу. У 1922 р. міняли хрест на турні. Найбільший дзвін забрали у другу світову війну, а два дзвони лишилися. Біля церкви стоїть хрест, поставлений у 1911 р. земляками з Америки.
Недавно церкву пересвятили на Святотроїцьку, а у 1992 р. її зареєстрували як православну (УПЦ МП). У 1996 р. за священика о. Юрія Сливки, кураторів Івана Кадара, Михайла Пилипа, Олексія Гулянича, Юрія Дорогі художники И. Балог і Е. Ґарагонич поновили стінопис.
З початку XX ст. в селі служили о. Густав Демянович (з 1900 до 1914 р.), о. Голодкович (1914—1921), дуже шанований селянами о. Берец (1921—1929), о. Августин Васовчик (1929—1941). Останній греко-католицький парох о. Степан Бендас, що прийшов у село 1941 р., був ув'язнений у радянських концтаборах з 1949 по 1955 р.
У 1930 році із закарпатського села Велика Копаня до міста Добржіков помандрувала греко-католицька дерев'яна церква Всіх Святих, зведена в 1669 році. За 16 тисяч крон, а це немалі на той час гроші, її викупив і перевіз залізницею відомій чеський політик, перший міністр національної оборони Чехословаччини Вацлав Клофач. Після проведеної в 1931 році реконструкції церкву сам Клофач називав «добржіковським скарбом».

## Населення
Згідно з переписом УРСР 1989 року чисельність наявного населення села становила 3325 осіб, з яких 1624 чоловіки та 1701 жінка.
За переписом населення України 2001 року в селі мешкало 3428 осіб.

### Мова
Розподіл населення за рідною мовою за даними перепису 2001 року:
| Мова       | Відсоток |
| ---------- | -------- |
| українська | 99,42 %  |
| російська  | 0,43 %   |
| угорська   | 0,06 %   |
| білоруська | 0,03 %   |
| румунська  | 0,03 %   |

## Цікаво
Тут кожна друга родина має двійнят. Село внесли до Книги рекордів України. Селище Велика Копаня також називають українською столицею близнюків. Найбільше близнюків з'явилось на світ в 1990-х роках, при тому що близнюки в селі почали з'являтись ще з 1941 року. Рекорд був встановлений у 2004 році, тоді в червні населення збільшилось на три двійні.
Селяни пов'язують таку кількість близнюків із чудодійною водою одного джерела. За Копанським хребтом геологи виявили величезне підземне озеро, яке підживлює місцеві джерела. Рік у рік у селі народжуються двійнята, їх вже майже 60. При тому, що Велика Копаня не така й велика — тут менше 4 тисяч мешканців. Станом на 2014 рік у селі нараховується 63 пар близнюків і двійнят.

## Туристичні місця
- рештки поселень періоду бронзи (II тисячоліття до н. е.) та раннього заліза (VI—IV століття до н. е.)
- храм св. Трійці. 1853
- селище Велика Копаня також називають українською столицею близнюків. 
- за Копанським хребтом геологи виявили величезне підземне озеро, яке підживлює місцеві джерела
- монумент «Небесній сотні».  